# Alnico
Az Alnico egy mozaikszó, amely egy alumíniumból (vegyjele: Al), nikkelből (vegyjele: Ni) és kobaltból (vegyjele: Co) álló ötvözetre utal (ezért al-ni-co). Tartalmazhat még vasat, rezet, ill. néha titánt; összetétele általában 8–12% Al, 15–26% Ni, 5-24% Co, <6% Cu, <1% Ti, a maradékot pedig a vas alkotja. Az alnico ötvözetek ferromágneses tulajdonságokkal bírnak, régen tartós mágnesek készítéséhez használták. Az 1970-es évek előtt, mielőtt kifejlesztették volna a ritkaföldfém mágneseket, ezek voltak a legerősebb fajta mágnesek. Más hasonló tulajdonságú mágnesek: Alni, Alcomax, Hycomax, Columax, és a Ticonal. Az alnico kifejlesztése 1931-ben kezdődött, amikor T. Mishima Japánban felfedezte, hogy a vas, nikkel és alumínium ötvözetének mágneses indukciója 400 Oe, duplája, mint az akkori legjobb acélé.